# Vellosino
Vellosino es una ganadería española de reses bravas, fundada hacia 1970 por el ganadero ovetense Manuel San Román Valdés. Este la formó con reses de Antonio Arribas Sancho procedencia Juan Pedro Domecq, eliminando el ganado anterior con el que la adquirió a Francisco Escudero Muriel. Pasta en la finca de “Vellosino”, situada en la pedanía salmantina de El Campo de Ledesma, perteneciente al municipio de Villaseco de los Reyes; está inscrita en la Unión de Criadores de Toros de Lidia.

## Historia de la ganadería
Fue formada en sus inicios en el siglo XIX por el Marqués de Castrojanillos, pasando posteriormente a Francisco Roperuelas y Teodoro Valle; entre 1885 y 1887 estuvo en posesión de Gumersindo Gutiérrez Gago y de Fernando Nuño Ledesma. En 1916 es adquirida por María Nuño Vicente y su esposo, Francisco Escudero; tras su muerte pasó a sus hijos Julián y Manuel Escudero Nuño. La dividieron hacia 1948, correspondiéndole a Julián el hierro original de la ganadería paterna. Después de morir Julián, se dividió la ganadería en tres lotes, y el que correspondió a su hijo Francisco Escudero Muriel fue adquirido en 1970 por el ganaderio y empresario Manuel San Román Valdés, natural de Oviedo. Manuel elimina todo el ganado anterior y forma una nueva camada con vacas y sementales de Antonio Arribas Sancho procedentes de la ganadería de Juan Pedro Domecq. En el 2000 fue adquirida por los hermanos José María y Manuel Núñez Elvira, lidiando y anunciándose desde entonces con el nombre de VELLOSINO.

### Toros célebres
| Nombre    | Número | Capa  | Peso   | Fecha de lidia | Plaza de toros | Torero    | Observaciones | Ref.                    |
| --------- | ------ | ----- | ------ | -------------- | -------------- | --------- | ------------- | ----------------------- |
| Alcaraván | 21     | Negro | 536 kg | 08-09-2016     | Béjar          | Juan Leal | Indultado     | [ 6 ] [ 7 ] [ 8 ] [ 9 ] |

## Características
La ganadería está formada con toros y vacas de Encaste Juan Pedro Domecq en la línea de Juan Pedro Domecq Solís. Atienden en sus características zootécnicas a las que recoge como propias de este encaste el Ministerio del Interior:
- Toros elipométricos y eumétricos, más bien brevilíneos con perfiles rectos o subconvexos, con una línea dorso-lumbar recta o ligeramente ensillada; y la grupa, con frecuencia, angulosa y poco desarrollada y las extremidades cortas, sobre todo las manos, de radios óseos finos.
- Bajos de agujas, finos de piel y de proporciones armónicas, bien encornados, con desarrollo medio, y astifinos, pudiendo presentar encornaduras en gancho. El cuello es largo y descolgado, el morrillo bien desarrollado y la papada tiene un grado de desarrollo discreto.[11][12]
- Sus pintas son negras, coloradas, castañas, tostadas y, ocasionalmente, jaboneras y ensabanadas, estas últimas por influencia de la casta Vazqueña. Entre los accidentales destaca la presencia del listón, chorreado, jirón, salpicado, burraco, gargantillo, ojo de perdiz, bociblanco y albardado, entre otros.